# Riama colomaromani
Riama colomaromani — вид ящірок родини гімнофтальмових (Gymnophthalmidae). Ендемік Еквадору. Вид названий на честь еквадорського герпетолога Луїса Ауреліо Коломи.

## Поширення і екологія
Riama colomaromani мешкають на західних схилах Анд в провінції Пічинча. Вони живуть у вологих гірських тропічних лісах і хмарних лісах, на висоті від 1300 до 2822 м над рівнем моря.

## Збереження
МСОП класифікує цей вид як такий, що перебуває під загрозою зникнення. Riama colomaromani загрожує знищення природного середовища.